# Mocsáry Lajos emlékezete Erdélyben
Mocsáry Lajos emlékezete Erdélyben – Mocsáry Lajos (1826–1916) nevét és politikai tetteit, magatartását mindig azok tűzték zászlaikra, akik a nemzetiségi jogok kivívásáért, elismertetéséért indultak küzdelembe. Ő ugyanis egy többségi nemzet, a múlt századvégi magyarság fiaként vállalta, a haladás demokratikus parancsát megértve, az akkori Magyarország szláv és román kisebbségeinek védelmezését, politikai képviseletüket a budapesti Országházban. Előbb Deák Ferenc, majd Tisza Kálmán hívei közé tartozott, 1874-ben pedig megalapította a magyarországi Függetlenségi Pártot; maradandó öröksége a nemzetiségi kérdésben kialakított álláspontja. Életrajzírója, Kemény G. Gábor megállapítása szerint „Mocsáry egész életművével bizonyította, hogy a nemzetiségi elnyomás minden formája torz és ellenszenves, mert elhomályosítja az emberek tudatát, és eltéríti a mindenkori többségi nemzetet hivatásától, alapvető gazdasági, társadalmi és kulturális célkitűzéseitől.”
Érthető, hogy a magyar közéletben vívott küzdelmei idején az akkori magyarországi román sajtó minden alkalmat megragadott nézeteinek népszerűsítésére, harcának támogatására. A budapesti Familia 1879-ben üdvözlő vezércikket intézett hozzá, első oldalon közölve fényképét. 1888-ban a Román Nemzeti Párt karánsebesi választási bizottsága a kerület képviselői mandátumát ajánlotta fel neki, amit el is vállalt, mert kapocsnak tekintette „ezen válságos idők közepette a magyarság és a románság között” Midőn mandátumának lejártakor, 1892-ben levélben búcsúzott román választóitól, így bátorította őket: „Hiszem, hogy bármi vigasztalan képet mutatnak jelenlegi nemzetiségi viszonyaink, fog még ránk virradni jobb jövő.”
Az ádáz támadásokkal szemben Mocsáry mellett állt ki a magyar haladás számos jeles képviselője. Jászi Oszkár mindvégig a legnagyobb tisztelettel emlegette, noha nézeteik nem mindenben egyeztek; 1912-ben a nagyszebeni Telegraful Român szerkesztőségéhez intézett levelében a „bölcs és nemes Mocsáry”-t emlegeti, tisztánlátását dicséri. A szélesebb magyar közvélemény azonban csak a vesztett első világháború után értette meg figyelmeztetéseit, ismerte el igazságait. A kisebbségi sorsba került erdélyi magyarság számára nézetei, harcai egyszerre hivatkozási alappá válhattak volna a román közvélemény előtt, de nem alakult ki olyan magyar-román párbeszéd, amelyben példája komolyan szóba kerülhetett volna. Mikó Imre elismerően emlegette Nemzetiségi jog és nemzetiségi politika c. kötetében (1944), ez a könyv azonban a magyar olvasóhoz kívánt szólni, azokra hatni.
1945 után a Mocsáry-kultusz előbb Magyarországon kezdődött, amikor a romániai magyar és a román hallgatókat is magába foglaló egyik budapesti népi kollégiumot róla nevezték el. Ennek megnyitóján (1947) részt vett Petru Groza román miniszterelnök is, akit Kodály Zoltán, a Magyar-Román Társaság elnöke vezetett végig a Mocsáry-kiállításon. Ott volt Eugen Jebeleanu (1911-1991) jeles román költő is, aki akkoriban már tiszteltté vált a magyar közönség előtt Petőfi- és Ady-fordításaival. „A jövő, mely felé Mocsáry átható szemei tekintettek, mi vagyunk, a ma élők” – mondotta Jebeleanu Budapesten.
A romániai magyar irodalmi sajtó 1944 után alkalmanként idézte emlékét, küzdelmeit. A Korunkban Aurelia Bunea a román-magyar barátság előfutárát köszöntötte benne (1960), s Binder Pál nyilvánosságra hozta Aurel Mureşianuhoz, a brassói Gazeta Transilvaniei szerkesztőjéhez címzett leveleit (1961). A politikus halálának hatvanadik évfordulóján (1976) Beke György az Igaz Szóban esszében fogalmazta meg a Mocsáry-képlet lényegét, az erdélyi magyarság megőrző hagyományait gazdagító örökségét. Emléke idézésének legfontosabb mozzanata volt a beszédeiből, cikkeiből, leveleiből, nyilatkozataiból összeállított szemelvényes kiadás, amely a bukaresti Politikai Könyvkiadó Testamentum sorozatának nyitó köteteként jelent meg (1972). A válogatást Mocsáry életművének legjobb ismerője, Kemény G. Gábor budapesti irodalomtörténész végezte, és ő írt a könyvhöz átfogó tanulmányt.
Magyar és román írók jelenlétében, 1980 júniusában, a Kriterion Könyvkiadó gyergyószárhegyi tanácskozásán hivatkoztak hangsúlyosan a politikus örökségére.